# Reinsvoll Station
Reinsvoll Station (Reinsvoll stasjon) er en jernbanestation på Gjøvikbanen i Reinsvoll i Oppland fylke i Norge. Stationen udmærker sig ved et godt bevaret stationsmiljø med stationsbygning opført efter tegninger af arkitekten Paul Armin Due, privathus og udhus. Af tidligere tiders spornet er der dog kun en enkelt spor tilbage.
Stationen blev etableret som holdeplads 23. december 1901 under navnet Reinsvolden. 28. november 1902 blev den opgraderet til station og skiftede samtidig navn til Reinsvold, i forbindelse med åbningen af sidebanen Skreiabanen til Skreia. I april 1921 skiftede stationen navn til det nuværende Reinsvoll. Persontrafikken på Skreiabanen ophørte i 1962, mens godstrafikken fortsatte frem til 1987. Derefter blev sporet taget op, og Skreiabanens tracé ombygget til en gang- og cykelsti. Reinsvoll Station selv blev nedgraderet til ubetjent tidligere ekspeditionssted i 1990, og året efter blev den yderligere nedgraderet til trinbræt med sidespor, hvilket den fortsat er.